# 샌프란시스코 (글꼴)
샌 프란시스코(San Francisco)는 애플 사에서 개발한 산 세리프 서체이다. 유형별로는 네오 그로테스크 계열에 속하며, 2014년 11월 18일에 처음 발표되었다. 애플 사가 직접 개발한 서체로는 거의 20년 만에 새로 나온 것이며, 헬베티카체와 FF DIN체에서 영감을 얻었다.

## 종류
샌 프란시스코체는 맥OS, iOS, tvOS에 쓰이는 'SF' ('SF UI'), 워치OS에 쓰이는 'SF 컴팩트', X코드 어플리케이션에 쓰이는 'SF 모노' (SF 컴팩트에 기반을 둠)의 세가지 종류로 나뉘어 있다. 이들 간의 큰 차이점으로는 우선 'o', 'e', 's' 같은 둥근 자형의 옆부분이 SF체에서는 그대로 둥글게 되어있는 반면, SF 컴팩트에서는 평평하게 깎았다는 점이다. 후자의 경우 글자 옆부분을 깎아 글자 사이의 간격을 더 확보할 수 있어 조그만 글씨도 가독성을 확보할 수 있기 때문에, 애플 워치와 같은 조그만 스크린에 특히 적합하다.
SF체와 SF 컴팩트체 모두 크기에 따른 형태조정을 두 단계로 나누어 쓸 수 있다. 큰 글씨에는 '디스플레이' (display)를, 작은 글씨에는 '텍스트' (text)를 적용한다. 텍스트는 디스플레이와는 달리 글자속 트임구멍이 더 넓고 자간도 널찍하다는 점이 특징이다. 운영체제상에서는 20포인트 이상의 사이즈에는 디스플레이를, 20포인트 미만의 사이즈에는 텍스트를 자동으로 적용시킨다. 여기에 더해 맥OS 시에라와 iOS 10부터는 'SF 컴팩트 라운디드'라는 새로운 종류가 추가되었는데, 해당 운영체제부터 도입되는 새로운 일반설정 아이콘에 쓰일 용도로 제작된 것이다.

## 쓰임새
첫 도입 당시부터 샌 프란시스코체는 애플사의 소프트웨어와 하드웨어 제품, 그리고 브랜드 전반에 쓰이던 기존 서체들을 조금씩 대체해 나가기 시작하였다. 워치OS와 tvOS에서는 처음부터 이 서체로 적용되었으며, 맥OS와 iOS에서는 각각 OS X 엘카피탠과 iOS 9부터 기존의 헬베티카 노이에체와 루시다 그란데체를 대체하였다. 한편으로 애플 홈페이지와 제품 워드마크에 쓰이던 미리아드 프로체도 이 서체로 바뀌었다. 2015년 맥북과 2016년 맥북 프로 자판에는 기존의 VAG 라운디드 대신에 샌프란시스코체로 된 글쇠를 넣기 시작하였다. 현재 애플 사의 기업 대표 서체이기도 하다.
한편 애플 사는 타 업체의 샌 프란시스코체 사용을 제한하고 있다. 특히 애플사의 플랫폼에 들어갈 어플리케이션의 디자인과 개발을 맡는 사전승인된 서드파티 개발업체에게만 사용권한이 돌아가도록 하고 있다.

## 같이 보기
- 로보토
- 노토 폰트
- Segoe